# SMS Hela (1895)
Le SMS Hela est un navire de guerre de la marine impériale allemande. D'abord aviso, il est transformé en croiseur léger faiblement armé de huit canons de 8,8 cm. Il a participé à la lutte contre les Boxers et au tout début de la Première Guerre mondiale. Il est coulé par un sous-marin anglais, le 13 septembre 1914.

## Historique
Le SMS Hela est armé par les chantiers navals de la Weser à Brême (AG Weser) et mis à l'eau à Kiel le 28 mars 1895. Il est baptisé d'après la péninsule de Hel (Hela en allemand) qui se trouve près de Dantzig. Il est mis en service le 3 mai 1896.
Le SMS Hela sert comme aviso à partir de 1898 étant affecté à la première division de la première escadre. Sa première mission est d'escorter le yacht impérial SMY Hohenzollern du 14 juin au 31 juillet pour sa croisière annuelle dans les eaux scandinaves, jusqu'au Hardangerfjord. Ensuite il escorte le yacht de Guillaume II jusqu'en Palestine, où le couple impérial doit faire un pèlerinage sur les Lieux saints. La croisière a lieu du 17 septembre au 8 décembre 1898. Le SMS Hela rejoint au début de 1899 l'escadre dans l'Atlantique et se rend à Douvres, en Hollande et en Suède. C'est alors qu'il est classé dans les croiseurs légers.

### Extrême-Orient
La révolte des Boxers intervient fin 1899-début 1900 en Chine. Les événements se précipitent lorsque le baron von Ketteler est assassiné à Pékin et que sept nations occidentales, dont l'Empire allemand, plus le Japon décident d'envoyer des troupes, les forces stationnées pour le maintien de l'ordre et la défense des étrangers n'étant pas suffisantes. Seulement quatre cents hommes de ces huit nations défendent le quartier des missions diplomatiques de la capitale de l'Empire du milieu. L'escadre d'Extrême-Orient de la marine allemande comprend les cuirassés SMS Kaiserin Augusta, SMS Hansa et SMS Hertha et les croiseurs légers SMS Irene et SMS Gefion (en), ainsi que deux canonnières, la SMS Iltis et la SMS Jaguar. Il y a en plus cinq cents soldats allemands à Taku prenant part à la force internationale de plus de deux mille hommes, commandée par l'amiral Seymour. Celle-ci doit attaquer Pékin pour délivrer le quartier encerclé, mais son avance est stoppée à Tientsin par les révoltés.
Le SMS Hela est envoyé avec sa division de quatre cuirassés en Chine, à l'été 1900. Les navires quittent Kiel le 9 juillet 1900, Wilhelmshaven le 11, et traversent le détroit de Gibraltar, où ils font escale les 17 et 18 juillet. Ils sont au canal de Suez les 26 et 27 juillet, où ils sont rejoints par la SMS Luchs. Le SMS Hela et sa division font escale à Périm et à Aden, puis naviguent sur l'océan Indien, sans la Luchs restée en arrière. Le SMS Hela mouille à Colombo, prend le détroit de Malacca pour se diriger vers Singapour, où la division s'arrête du 19 au 23 août. Celle-ci atteint Hong Kong le 30 août, puis la région de Shanghai. Un blocus est mis en place contre la marine chinoise. La division allemande et deux navires britanniques bloquent l'accès au Yang-Tsé-Kiang, tandis que des torpilleurs et des canonnières d'autres nations de la force internationale maintiennent l'ordre sur le fleuve et ses rives.
Finalement le siège du quartier des missions diplomatiques est levé et la révolte matée. Le SMS Hela demeure en Chine avec le gros de sa division. Il est commandé de mars à mai 1901 par le capitaine-lieutenant Maximilian von Spee, futur amiral. La division est chargée de la surveillance de la région de Tsing-Tao, dont le port appartient à l'Empire allemand. Elle est aussi chargée de diverses missions au Japon et à Hong Kong. Le SMS Hela prend le chemin du retour vers la mère-patrie le 1er juin 1901 avec le SMS Kurfürst Friedrich Wilhelm, le SMS Brandenburg, le SMS Weißenburg et le SMS Wörth. La division y arrive le 11 août 1901. Les navires avaient mouillé à Mahé aux Seychelles pour faire le plein de charbon et surtout se protéger de la mousson et avaient été rejoints le 1er août à Cadix par le SMS Kaiser Wilhelm der Große, commandé par le frère du Kaiser, le prince Henri. Au total, cette expédition aura coûté la somme de cent millions de marks à l'Empire et lui aura permis de montrer sa puissance navale, ce qui excitera la méfiance des Anglais.
Du 26 août au 16 septembre 1901 le Hela navigue dans les eaux norvégiennes et au large de Christiania (l'actuelle Oslo), où il s'arrête. Il subit des réparations et un réaménagement à l'hiver 1902-1903 et devient navire-école. Cependant le mauvais état de la coque oblige le SMS Hela à être retiré du service le 25 avril 1903.
Le croiseur est modernisé entre 1903 et 1906 aux chantiers navals impériaux de Dantzig. Son équipage est porté à deux cents hommes. Il est de nouveau en service le 1er octobre 1910 et transporte surtout de hautes personnalités pour assister aux manœuvres ou aux parades de la flotte impériale. Après avoir été affecté au port d'attache de Wilhelmshaven, le SMS Herta est affecté à Kiel à partir d'avril 1912.

### Première Guerre mondiale
Le SMS Hela rejoint à la déclaration de guerre le IVe groupe d'éclaireurs qui assure la surveillance et la défense de l'archipel de Heligoland. La Royal Navy attaque les navires allemands pour les en chasser, ce qui donne lieu à la bataille navale de Heligoland. Le SMS Hela participe aux combats, mais il est coulé en vingt-cinq minutes, ainsi que trois autres croiseurs légers allemands, par un sous-marin ennemi, le 13 septembre 1914.